# سوسور (دهانه)
سوسور یک دهانه برخوردی در ماه‌ است.

## دهانه‌های اقماری
این دهانه ۷ دهانه اقماری دارد.
| Saussure | عرض جغرافیایی | طول جغرافیایی | قطر          |
| -------- | ------------- | ------------- | ------------ |
| A        | ۴۳.۸° S       | ۰.۵° W        | ۱۹.۰ کیلومتر |
| C        | ۴۴.۸° S       | ۰.۶° W        | ۱۶.۰ کیلومتر |
| B        | ۴۲.۲° S       | ۳.۹° W        | ۵.۰ کیلومتر  |
| E        | ۴۴.۷° S       | ۲.۱° W        | ۱۲.۰ کیلومتر |
| D        | ۴۶.۹° S       | ۰.۲° E        | ۲۰.۰ کیلومتر |
| F        | ۴۴.۳° S       | ۴.۶° W        | ۴.۰ کیلومتر  |
| CA       | ۴۵.۲° S       | ۰.۵° W        | ۱۶.۰ کیلومتر |